# Idus
Idus (latín, idus), palabra del antiguo calendario romano, por la que se denominaba al día 13 de ocho de los doce meses: enero, febrero, abril, junio, agosto, septiembre, noviembre y diciembre, y también al día 15 de los cuatro restantes meses: marzo, mayo, julio y octubre.